# Bundesanstalt für Getreide-, Kartoffel- und Fettforschung
Die Bundesanstalt für Getreide-, Kartoffel- und Fettforschung (BAGKF) im lippischen Detmold in Nordrhein-Westfalen betrieb Forschung auf den Gebieten der Getreide-, Hülsenfrucht- und Kartoffelverarbeitung und verwandter Wissenschaften, der Nahrungsfette (mit Ausnahme der Milchfette) sowie der technischen Fett und deren Rohstoffe. Am 1. Januar 2004 ging die Anstalt in der Bundesforschungsanstalt für Ernährung und Lebensmittel (BfEL) auf. 2008 wurde die Einrichtung in Max Rubner-Institut, Bundesforschungsinstitut für Ernährung und Lebensmittel (MRI) umbenannt und reorganisiert.

## Geschichte
Die BAGKF wurde 1907 in Berlin als Versuchsanstalt für Getreideverarbeitung gegründet. In ihr gingen die Versuchsanstalt des Verbandes Deutscher Müller und das Staatliche Versuchskornhaus auf.
1945 wurden nach Kriegsende die Labore in Berlin durch die Sowjetische Besatzungsmacht demontiert. Deshalb wurde ihre Tätigkeit nach Rahden/Westfalen und 1947 nach Detmold verlagert.
1957 wurde die Versuchsanstalt für Getreideverwertung und das Forschungsinstitut für Stärkefabrikation aus Berlin übernommen. 1974/1975 wurde der Standort Berlin endgültig aufgegeben und diente anschließend dem Institut für Lebensmitteltechnologie – Getreidetechnologie der TU Berlin.
1976 erhielt die Institution einhergehend mit einer Umstrukturierung in vier Institute den Namen „Bundesforschungsanstalt für Getreide- und Kartoffelverarbeitung“. Dieser wurde 1991 durch die Zusammenlegung mit der Bundesanstalt für Fettforschung in Münster in den letzten Namen Bundesanstalt für Getreide-, Kartoffel- und Fettforschung geändert.

## Sonstiges
Im Rahmen der Besonderen Ernte- und Qualitätsermittlung (BEE) erfolgte eine jährliche Bewertung der deutschen Weizen- und Roggenernte.
Der Bundesanstalt sind Erfolge im Gebiet der Humangesundheit zuzuordnen (siehe Acrylamid).